# هواوی یو۸۸۶۰ آنر
هواوی یو۸۸۶۰ آنر (انگلیسی: Huawei U8860 Honor) یک تلفن هوشمند صفحه لمسی میان ردهٔ مبتنی بر اندروید است که توسط هواوی ساخته شده‌است.